# تاستینگ گادوینسون
تاستینگ گادوینسون (در حدود ۱۰۲۶ - ۲۵ سپتامبر ۱۰۶۶) کوچکترین برادر هارولد گادوینسون پادشاه انگلستان و سومین پسر ارل نیرومند گادوین، ارل وسکس یود.

## ارل نورثامبریا
در سال ۱۰۵۵ میلادی تاستینگ ارل نورثامبریا شد. منطقه ای که به بی قانونی و هرج و مرج شناخته شده بود. تاستینگ با اجرای قوانین تازه و کیفرهای سختگیرانه برای مجرمان در صدد مطیع کردن اهالی داشت. او تا سال ۱۰۶۵ هنگامی که شورشی پا گرفت حکومت کرد. او به ددمنشی فزاینده و ناتوانی در حکومت متهم گردید. سرزمینش از سوی شاه مصادره شد و تاستینگ وادار شد به سرزمین مادری همسرش در فلاندر پناهنده شود.

## تبعید و حمله به انگلستان
در سال ۱۰۶۶ میلادی تاستینگ که در تبعید به سر می برد برای حمله به انگلستان و برادر تاجدارش هارولد گادوینسون به پادشاه جنگ سالار نروژ ، هارالد هاردرادا پیوست. یک دشمنی شخصی و برادرانه که تاثیر مستقیمی در یورش نروژی ها به انگلستان داشت.
با هم پیمانی تاستینگ و هاردرادا پادشاه نروژ آنها آمادگی تاختن به انگلستان را یافتند. در سپتامبر ۱۰۶۶ هاردرادا در کرانه های انگلستان پیاده شد. تاستینگ با ارتشی شامل نیروهای فلاندری و اسکاتلندی به او پیوست. در پایان تابستان آنها از رود تاین پا به خشکی گذاشتند و شهر اسکاربورو را غارت و به آتش کشیدند. سپس در بیستم سپتامبر در شهر یورک طی نبرد فول فورد توانستند ارتش آنگلوساکسون ها به فرماندهی ادوین ارل مرسیا و برادرش مورکار ارل نورثامبریا را که به رویارویی آنها آمده بودند شکست دهند. شهر یورک نیز تسلیم و مردمان آن به اسارت در آمدند.